# Esperantina (Tocantins)
Esperantina es un municipio localizado en el extremo norte del Estado del Tocantins, entre los ríos Araguaia y Tocantins, en el área geográfica denominada Bico do Papagaio, entre los paralelos 5° 10′ 6″ S y 45° 41′ 46″ O. Tiene una población estimada, a fines de 2020, de 11,139 habitantes.
Distante 680 km de la capital del Estado Palmas, ocupa un área de 504,02 km² (IBGE, 2001), de transición entre territorios de naturaleza de significativa biodiversidad, representados por el cerrado y por la vegetación amazónica (MDA, 2006).

## Historia
El municipio fue creado en 5 de octubre de 1989 e instalado en 1 de enero de 1993. Su emancipación política ocurrió en 10 de febrero de 1991, a través de la Ley Estatal n.º 251/91.
Su población comenzó alrededor de 1974, cuando llegaron a esta región los señores Felipe da Silva Ribeiro y Vitoriano da Silva Ribeiro, los cuales se establecieron en el margen de la “Laguna de la Cota”, rodeada de tierras fértiles, desocupadas del Estado de Goiás en la época.
Por ser una región rica en caza, pesca y próspera para agricultura, atrajo moradores de otras regiones – Maranhão, Pará, Piauí, Alagoas y Bahía.
Con el índice cada vez mayor de población, pasó a ser llamada de “Centro de Pedro Souza”, después “Centro de los Mulatos” debido a la gran cantidad de descendientes de indios y negros que habitaban el lugar, el cual en 1980, ya contaba con 30 ranchos de paja.
Después el desmembramiento oficial del municipio de São Sebastião del Tocantins, Esperantina alcanzó un sorprendente desarrollo, teniendo como primer Prefecto el señor Deumar Alves dos Santos, que administró de 1993 a 1996.
Hoy, Esperantina cuenta con una población estimada de 11,139 habitantes (2020-IBGE) y tiene como prefecto a Armando Alencar da Silva, electa para el ejercicio 2021/2024.